# Fredrik Löwenborg
Fredrik Wilhelm Löwenborg, född den 19 september 1867 i Lillhärads församling, Västmanlands län, död den 27 oktober 1938 i Lidingö församling, Stockholms län, var en svensk militär.
Löwenborg blev underlöjtnant i Livregementets grenadjärkår 1887 och vid Smålands grenadjärbataljon 1888. Efter att ha genomgått Krigshögskolan 1890–1892 blev han löjtnant vid Smålands grenadjärkår samma år. Löwenborg genomgick militär instruktionskurs vid Gymnastiska centralinstitutet 1895–1896 och var adjutant vid Krigsskolan 1896–1902. Han befordrades till kapten i armén 1901 och i kåren samma år, till major vid Karlskrona grenadjärregemente 1912 samt till överstelöjtnant i armén 1915 och vid  Vaxholms grenadjärregemente samma år. Löwenborg blev överste och chef för Vaxholms grenadjärregemente 1919. Han blev överste på övergångsstat 1926. Löwenborg blev riddare av Svärdsorden 1907, kommendör av andra klassen av samma orden 1922 och kommendör av första klassen 1925.
Fredrik Löwenborg tillhörde ätten Löwenborg. Han var son till Otto Löwenborg och Agda Jägerskiöld samt måg till Peter Treschow.